# 永井寛孝
永井 寛孝（ながい かんこう、本名読み：ながい ひろたか、1955年1月8日 - ）は、日本の演出家、脚本家、俳優、声優。テアトル・エコー所属。愛知県出身。

## 略歴
日本福祉大学卒業。
1978年に劇団テアトル・エコー養成所に入所　1980年入団。退団後、歌芝居集団「おっ、ぺれった」を結成。その後プライムワン、フリーを経て、再び1999年にテアトル・エコーに入団し文芸演出部に在籍。
初めから演出家になろうと思っていたわけではなく、演劇の世界で色々していくうちに少しずつ領域が広がっていったという。「いったい、世間は自分に何をもとめているんだろう」と自問自答して、「だったら、みなさんのもとめに応えて身を任せてみよう」と思い、その結果、最初に目指していた演技の仕事より、演出の仕事の方が広がったという。

## 人物
方言は名古屋弁。
趣味は自転車移動。特技は殺陣、タップダンス。

## 作品リスト（演出・脚本・構成等）

### 舞台
テアトル・エコー作品
- 「ある晴れた日に」（演出）※沢りつおと共同
- 「木曜日の女たち」（演出）
- 「ムーントラップ」（演出）
- 「みんな・De・ランチ」（演出）
- 「セピア色の音楽旅行」（構成、演出）
- 「あわあわあわび」（脚本、演出）
- 「星逢井戸命洗濯」（演出）
- 「半変化束恋道行」（演出）
- 「オーマイゴッドファミリー」（演出）
- 「バス停」（演出）
- 「ジャンバラヤ」（演出）
- 「朝の時間」（演出）
- 「大都映画撮影所物語」（演出）
- 「普通の女」（演出）
- 「普通の女」番外編（演出）

外部作品
- 「船乗りプクプクの冒険」（脚色、演出）
- 「地球はつらいよ」（脚本、演出）
- 「アマデウスがやって来た」（脚本、演出）
- 「森のなかの海賊船」（演出）
- 「ごみ・で・な〜いランド21」（脚本、演出）
- 「コメディ オン ザ ボート」（演出）
- 「西鉄ライオンズが強かった頃に・・・」（演出）
- 「おかあさんといっしょファミリーコンサート」（共同演出）
- 「知識・青春〜アイ・アム・ヒアー〜」（演出）
- 「WITH YOU」（脚本、演出）

### テレビ番組
- おはなしのくに（NHK）（脚本）
- キティズパラダイスGOLD（テレビ東京）（脚本）
- まちかどド・レ・ミ（NHK）（構成脚本）

### テレビアニメ
- アニマニアックス（テレビ東京）（脚色）

### ラジオ
- おはなしでてこい（NHK）（脚本）

### CDドラマ
- 真島クン すっとばす!（脚色）

### その他コンテンツ
- ユニバーサル・スタジオ・ジャパン ショー・アトラクション（日本語版台本）
- コロムビアレコード 世界ののりものシリーズ（作詞）
- ピンクパンサーシリーズ（ビデオオリジナル版）（脚色）

## 出演作品

### テレビ番組
- ゆうどきネットワーク（NHK総合テレビジョン）（教えて! おばあちゃんコーナー・ゆうどき太郎役）
- ばくさんのかばん（NHK教育テレビジョン）（ビーバーの着演）※声は丸山裕子
- あしたもげんきくん（NHK教育テレビジョン）（ニセげんきくん）
- さんすう刑事ゼロ（NHK教育テレビジョン）

### テレビアニメ
- 鉄腕アトム (アニメ第2作)（1980年）
- 新・ど根性ガエル（1982年）
- 白い牙 ホワイトファング物語（1982年、少年A）
- スペースコブラ（1983年）
- 中華一番!（1997年、スンフー長老、陳大人、観客A、客A、客B、村人A）
- 超魔神英雄伝ワタル（1997年、化物、老人、トーイ）
- 花さか天使テンテンくん（1998年、神様）
- ゴクドーくん漫遊記（1999年、慈亀仙人）
- ファーブル先生は名探偵（2000年、ダーウィン）
- Witch Hunter ROBIN（2002年、マスター）

### OVA
- 六神合体ゴッドマーズ 十七歳の伝説（1988年）
- 勇者王ガオガイガーFINAL（2000年、評議員B）

### 吹き替え

#### 映画
- メン・イン・ブラック2（エージェント2）※ソフト版

#### ドラマ
- iCarly

#### アニメ
- おさるのジョージ（グエン・クワン・アン）
- ダンボ（デブカラス）※再公開版
- ちいさなプリンセス ソフィア（ギリアム卿）
- ぞうのババール バドゥのだいぼうけん（コルネリウス）

### 特撮
- 兄弟拳バイクロッサー（オカルダーの声、カッチュウナイトの声、カミナリオンの声）
- 超電子バイオマン（アクアイガーの声）
- もりもりぼっくん（中山マコト）

### 映画
- 神☆ヴォイス（毛利P）

### 舞台
- 「アマデウスがやって来た」※脚本、演出も担当
- 「WITH YOU」※脚本、演出も担当
- 「普通の女」テアトル・エコーSIDE B公演 ※演出も担当
- 「ルームサービス」（ジョー・グリブル）テアトル・エコー公演
- 「日本人のへそ」テアトル・エコー公演
- 「ハードボイルド母ちゃん」おっ、ぺれった公演[6]